# Voznica
Voznica es un municipio del distrito de Žarnovica en la región de Banská Bystrica, Eslovaquia, con una población estimada a final del año 2024 de 640 habitantes.
Se encuentra ubicado al noroeste de la región, en el valle del río Hron —un afluente izquierdo del Danubio— y cerca de la frontera con las regiones de Nitra y Trenčín.

## Demografía
| Año        | 1994 | 2004    | 2014    | 2024    |
| ---------- | ---- | ------- | ------- | ------- |
| Población  | 620  | 653     | 650     | 640     |
| Diferencia |      | +5,32 % | −0,45 % | −1,53 % |

| Año        | 2023 | 2024 |
| ---------- | ---- | ---- |
| Población  | 640  | 640  |
| Diferencia |      | +0 % |